# 6-Red World Championship
Die 6-Red World Championship ist ein Turnier in der Snookervariante Six-Red-Snooker.

## Geschichte
Das Turnier wurde 2008 als 6-Red Snooker International etabliert und in Thailands Hauptstadt Bangkok ausgetragen. Das Turnier war nicht Teil der Snooker Main Tour, auch wenn 21 der 48 Teilnehmer Profis von der Main Tour waren. Ausrichtender Verband war der Asian Confederation of Billiard Sports (ACBS). In den kommenden beiden Jahren gab es weitere Auflagen unter den Namen 6-Red World Grand Prix bzw. 6-Red World Championship, erneut mit Profibeteiligung, aber ohne dass das Turnier Teil der offiziellen Main-Tour-Kalenders war.
Im Dezember 2009 fand in Killarney (Irland) ein ähnliches Event mit dem Namen 6-Red World Championship statt, das von 888.com gesponsert und von Mark Davis gewonnen wurde.
In der Saison 2011/12 wurde weder die Veranstaltung in Bangkok, noch die in Irland wiederholt. In der Saison 2012/13 gab es in Bangkok eine Neuauflage, diesmal als Teil der Main Tour, allerdings als Einladungsturnier ohne Einfluss auf die Snookerweltrangliste.

### 2008
Das SangSom 6-Red Snooker International 2008 wurde vom 8. bis 13. Juli 2008 im Montien Riverside Hotel in Bangkok, Thailand ausgetragen.
Obwohl 21 der 48 Teilnehmer in der Saison 2008/09 Profis von der Main Tour waren, war das Turnier nicht Teil der Snooker Main Tour. Ausrichtender Verband war der Asian Confederation of Billiard Sports (ACBS).
In der Gruppenphase spielten in acht Gruppen à sechs Spieler jeder gegen jeden. Die vier Besten jeder Gruppe qualifizierten sich für die Finalrunde. Dort wurden im K.-o.-System die beiden Finalisten bestimmt. Der Modus ist bei den folgenden Turnieren gleich geblieben.
Im Finale besiegt der Engländer Ricky Walden seinen Landsmann Stuart Bingham mit 8:3.
Bei dem ersten Vorgängerturnier der 6-Red World Championship gab es sechs Maximum Breaks von 75 Punkten. Die meisten Maximum Breaks, nämlich zwei, erreichte Michael Holt.

### 2009
Der SangSom 6-Red World Grand Prix 2009 fand vom 7. bis 12. Juli 2009, ebenfalls im Montien Riverside Hotel in Bangkok statt.
Wie im Vorjahr gehörte auch dieses Turnier nicht dem offiziellen Main Tour Kalender an, obwohl 23 der 48 Teilnehmer Main Tour Profis waren.
Jimmy White gewann das Finale gegen Barry Hawkins mit 8:6, nachdem er im Achtelfinale den Titelverteidiger Ricky Walden bereits mit 6:5 geschlagen hatte.
Bei der zweiten Ausgabe dieses Turniers gab es drei Maximum Breaks, von denen Michael Holt, Ryan Day und Jimmy White jeweils eins spielten.

### 2010
Die SangSom 6-Red World Championship 2010 wurde vom 19. bis 24. Juli 2010 ausgetragen.
28 der 48 Teilnehmer waren Main Tour Profis, dennoch zählte auch dieses Turnier nicht zur Snooker Main Tour.
Titelverteidiger Jimmy White schied im Viertelfinale gegen seinen letztjährigen Finalgegner Barry Hawkins aus. Mit Gerard Greene schied der letzte Nicht-Engländer, ebenfalls im Viertelfinale aus dem Turnier. Das Finale gewann Mark Selby gegen Ricky Walden mit 8:6. Ricky Walden war damit der erste Spieler, der zwei Mal das Finale der 6-Red World Championship erreicht hat.
Bei der 6-Red World Championship 2010 gab es zehn Maximum Breaks. Andrew Pagett und Jimmy White spielten mit jeweils zwei Maximums die meisten.

### 2012
Die SangSom 6-Red World Championship 2012 wurde 2. bis 7. Juli, wie alle vorherigen Turniere, ebenfalls im Montien Riverside Hotel in Bangkok ausgetragen. In diesem Jahr war das Turnier erstmals Teil der Snooker Main Tour.
Mark Selby, der Titelverteidiger aus dem Jahr 2010 schied im Viertelfinale mit 5:7 gegen Judd Trump aus. Wie bei allen vorherigen Turnieren gab es auch 2012 ein rein englisches Finale. Mark Davis gewann es 8:4 gegen Shaun Murphy.
In diesem Jahr gab es so wenige Maximum Breaks wie noch nie. Judd Trump und Shaun Murphy spielten je eines.

## Sieger
| Jahr                                                        | Austragungsort                                              | Sieger                                                      | Ergebnis                                                    | Finalist                                                    | Hauptsponsor                                                | Saison                                                      |
| 6-Red Snooker International – kein Ranglistenturnier-Status | 6-Red Snooker International – kein Ranglistenturnier-Status | 6-Red Snooker International – kein Ranglistenturnier-Status | 6-Red Snooker International – kein Ranglistenturnier-Status | 6-Red Snooker International – kein Ranglistenturnier-Status | 6-Red Snooker International – kein Ranglistenturnier-Status | 6-Red Snooker International – kein Ranglistenturnier-Status |
| ----------------------------------------------------------- | ----------------------------------------------------------- | ----------------------------------------------------------- | ----------------------------------------------------------- | ----------------------------------------------------------- | ----------------------------------------------------------- | ----------------------------------------------------------- |
| 2008                                                        | Bangkok – Montien Riverside Hotel                           | Ricky Walden                                                | 8:3                                                         | Stuart Bingham                                              | SangSom                                                     | 2008/09                                                     |
| 6-Red World Grand Prix – kein Ranglistenturnier-Status      |                                                             |                                                             |                                                             |                                                             |                                                             |                                                             |
| 2009                                                        | Bangkok – Montien Riverside Hotel                           | Jimmy White                                                 | 8:6                                                         | Barry Hawkins                                               | SangSom                                                     | 2009/10                                                     |
| 6-Red World Championship – kein Ranglistenturnier-Status    |                                                             |                                                             |                                                             |                                                             |                                                             |                                                             |
| 2010                                                        | Bangkok Montien Riverside Hotel                             | Mark Selby                                                  | 8:6                                                         | Ricky Walden                                                | SangSom                                                     | 2010/11                                                     |
| 2012                                                        | Bangkok Montien Riverside Hotel                             | Mark Davis                                                  | 8:4                                                         | Shaun Murphy                                                | SangSom                                                     | 2012/13                                                     |
| 2013                                                        | Bangkok Montien Riverside Hotel                             | Mark Davis                                                  | 8:4                                                         | Neil Robertson                                              | SangSom                                                     | 2013/14                                                     |
| 2014                                                        | Bangkok Montien Riverside Hotel                             | Stephen Maguire                                             | 8:7                                                         | Ricky Walden                                                | SangSom                                                     | 2014/15                                                     |
| 2015                                                        | Bangkok – Fashion Island Shopping Mall                      | Thepchaiya Un-Nooh                                          | 8:2                                                         | Liang Wenbo                                                 | SangSom                                                     | 2015/16                                                     |
| 2016                                                        | Bangkok – Convention Centre                                 | Ding Junhui                                                 | 8:7                                                         | Stuart Bingham                                              | SangSom                                                     | 2016/17                                                     |
| 2017                                                        | Bangkok – Convention Centre                                 | Mark Williams                                               | 8:2                                                         | Thepchaiya Un-Nooh                                          | SangSom                                                     | 2017/18                                                     |
| 2018                                                        | Bangkok – Convention Centre                                 | Kyren Wilson                                                | 8:4                                                         | Ding Junhui                                                 | SangSom                                                     | 2018/19                                                     |
| 2019                                                        | Bangkok – Convention Centre                                 | Stephen Maguire                                             | 8:6                                                         | John Higgins                                                | SangSom                                                     | 2019/20                                                     |
| 2023                                                        | Bangkok – Thammasat University                              | Ding Junhui                                                 | 8:6                                                         | Thepchaiya Un-Nooh                                          | Pathum Thani                                                | 2022/23                                                     |